# أبريل سارجنت
أبريل سارجنت (بالإنجليزية: April Sargent) هي مدربة رياضية أمريكية، ولدت في 1968.

## وصلات خارجية
- أبريل سارجنت على موقع أوليمبيديا (الإنجليزية)